# Crematogaster pilosa
Crematogaster pilosa är en myrart som beskrevs av Carlo Emery 1895. Crematogaster pilosa ingår i släktet Crematogaster och familjen myror. IUCN kategoriserar arten globalt som sårbar. Inga underarter finns listade i Catalogue of Life.

## Bildgalleri

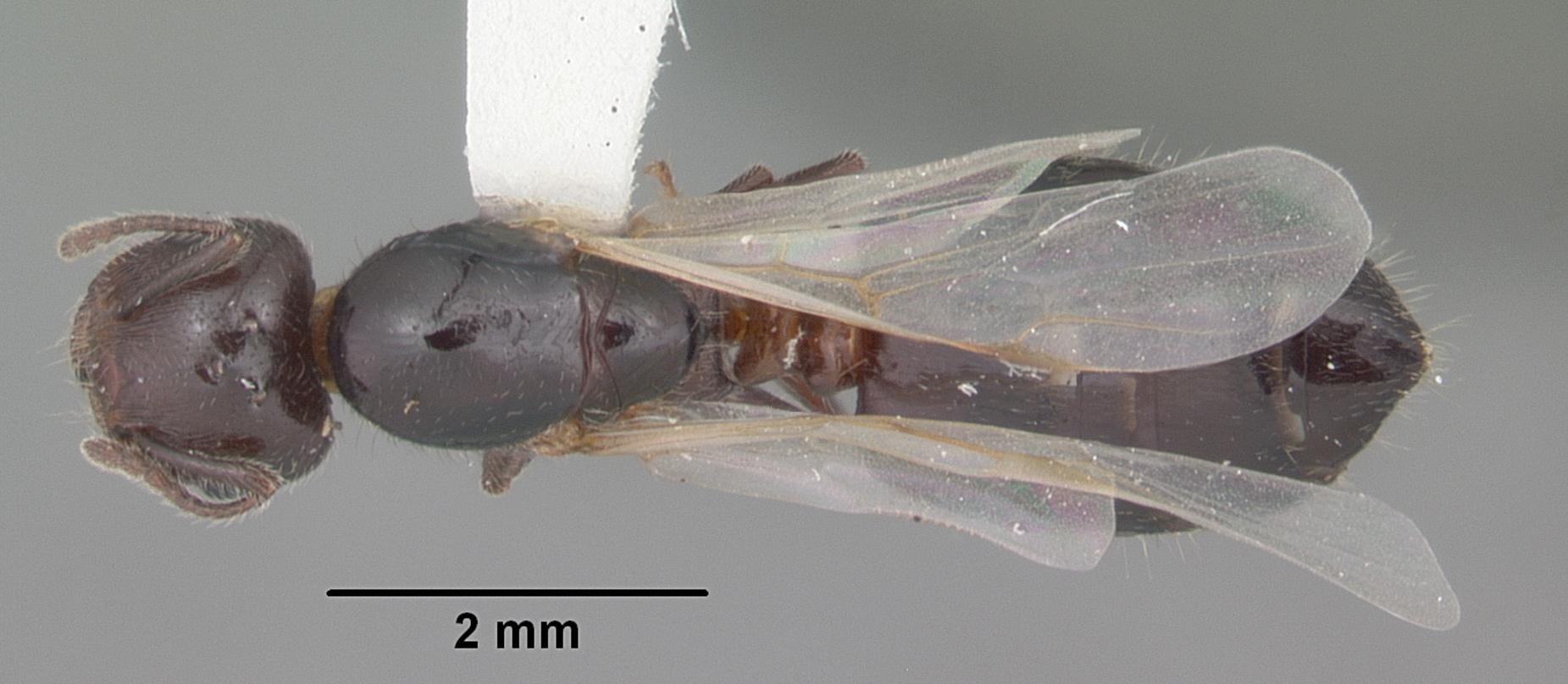
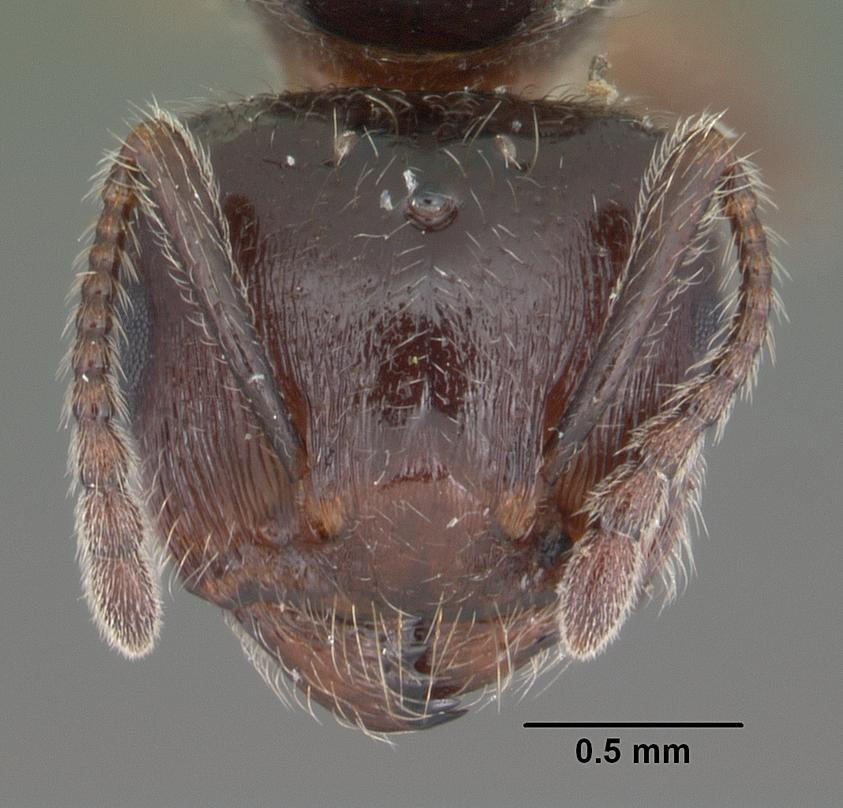
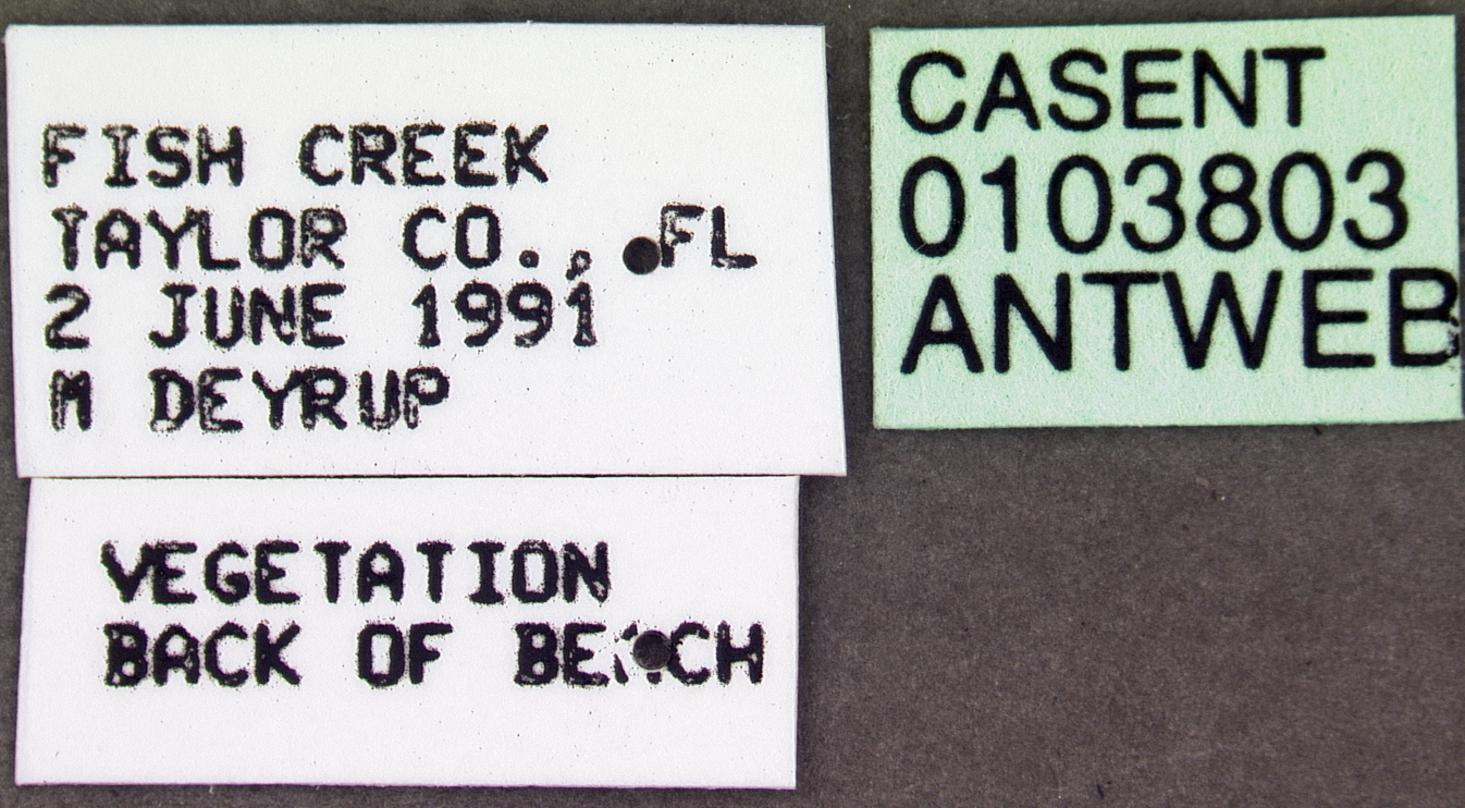
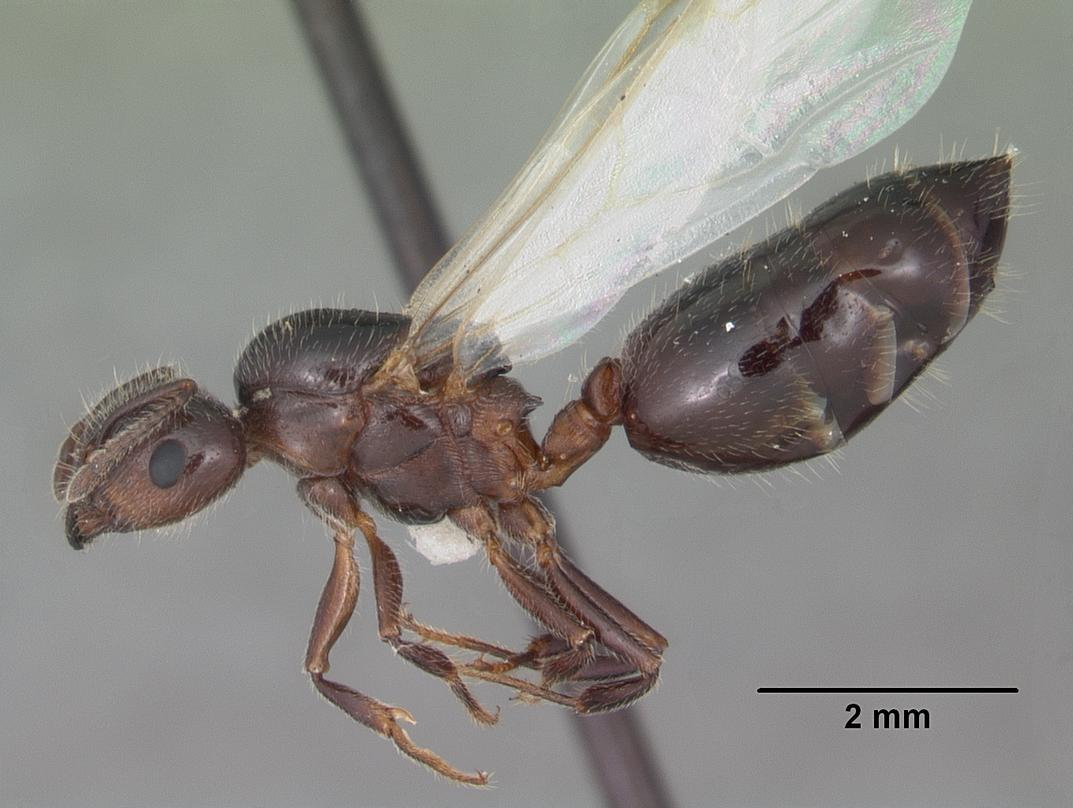
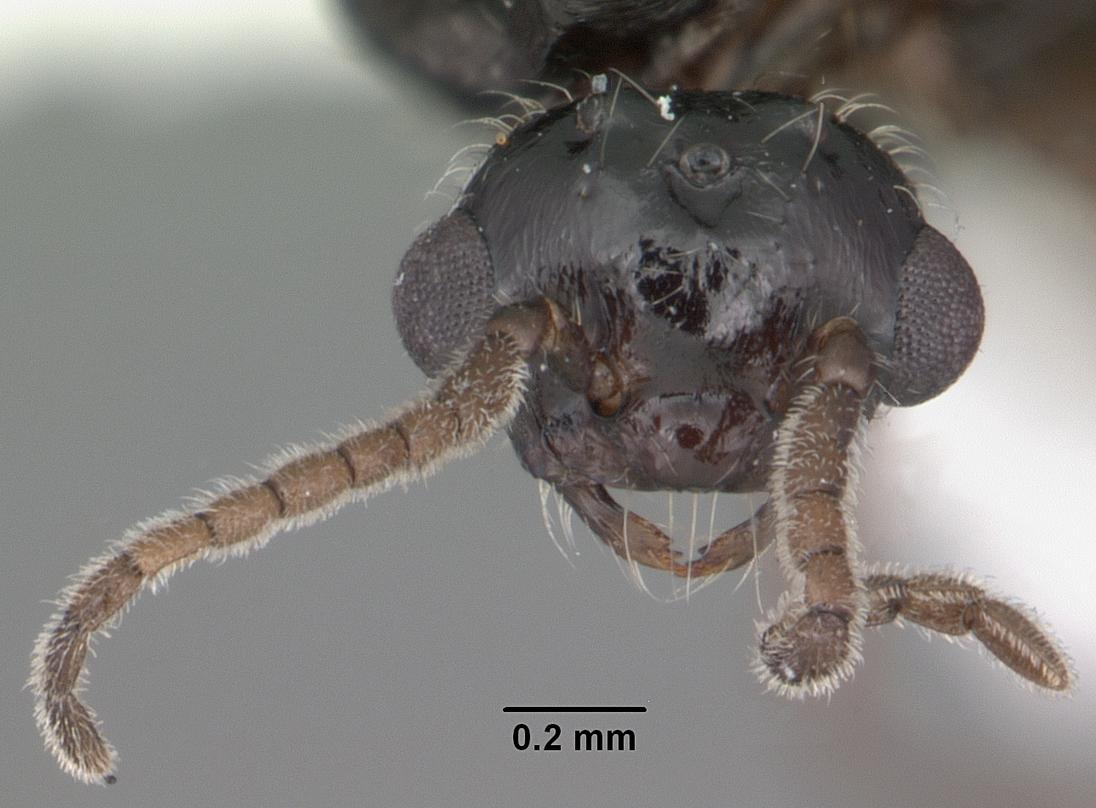
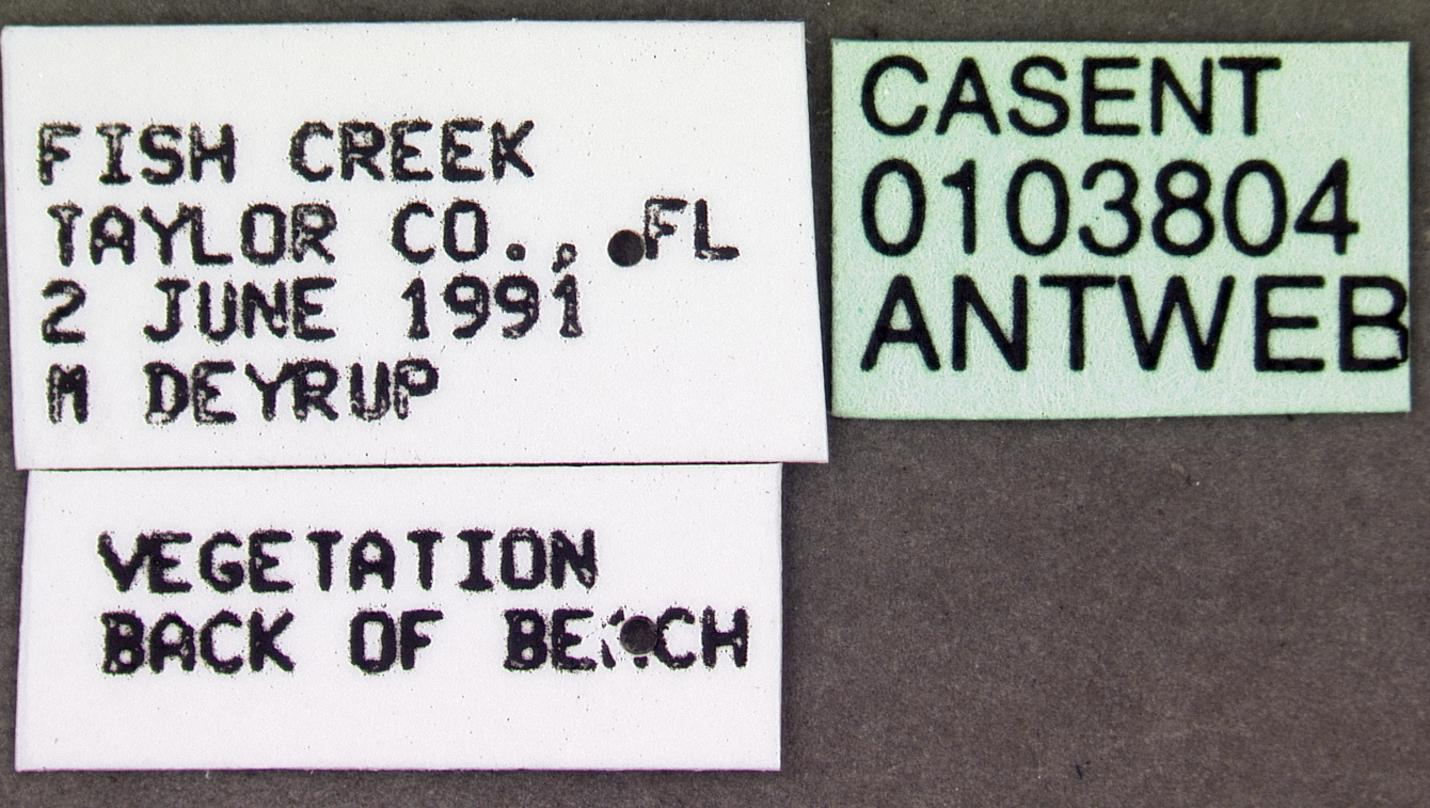